# Wereldkampioenschappen moderne vijfkamp 2007
De wereldkampioenschappen moderne vijfkamp 2007 werden gehouden in Berlijn in Duitsland.

## Medailles

### Mannen
| Onderdeel   | Goud | Goud                                          | Zilver | Zilver                                       | Brons | Brons                                        |
| ----------- | ---- | --------------------------------------------- | ------ | -------------------------------------------- | ----- | -------------------------------------------- |
| Individueel | HUN  | Viktor Horváth                                | RUS    | Ilja Frolov                                  | HUN   | Róbert Németh                                |
| Team        | GER  | Steffen Gebhardt Eric Walther Sebastian Dietz | CZE    | Michal Michalík David Svoboda Libor Capalini | HUN   | Viktor Horváth Gábor Balogh Sándor Fülep     |
| Estafette   | GER  | Eric Walther Sebastian Dietz Steffen Gebhardt | CHN    | Qian Zhenhua Cao Zhongrong Xu Yunqi          | CZE   | Michal Michalík David Svoboda Ondřej Polívka |

### Vrouwen
| Onderdeel   | Goud | Goud                                                         | Zilver | Zilver                                             | Brons | Brons                                                          |
| ----------- | ---- | ------------------------------------------------------------ | ------ | -------------------------------------------------- | ----- | -------------------------------------------------------------- |
| Individueel | FRA  | Amélie Caze                                                  | GER    | Lena Schöneborn                                    | LTU   | Laura Asadauskaitė                                             |
| Team        | BLR  | Anna Archipenko Anastasia Samoesevitsj Tatjana Mazoerkevitsj | GER    | Lena Schöneborn Janine Kohlmann Eva Trautmann      | RUS   | Ljoedmila Sirotkina Tatjana Moeratova Jevdokia Gretsjisjnikova |
| Estafette   | GBR  | Katherine Livingston Mhairi Spence Lindsey Weedon            | POL    | Paulina Boenisz Sylwia Czwojdzińska Marta Dziadura | GER   | Lena Schöneborn Eva Trautmann Janine Kohlmann                  |

### Medaillespiegel
| Plaats | Land                | Goud | Zilver | Brons | Totaal |
| 1      | Duitsland           | 2    | 2      | 1     | 5      |
| 2      | Hongarije           | 1    | 0      | 2     | 3      |
| 3      | Frankrijk           | 1    | 0      | 0     | 1      |
|        | Verenigd Koninkrijk | 1    | 0      | 0     | 1      |
|        | Wit-Rusland         | 1    | 0      | 0     | 1      |
| 6      | Rusland             | 0    | 1      | 1     | 2      |
|        | Tsjechië            | 0    | 1      | 1     | 2      |
| 8      | China               | 0    | 1      | 0     | 1      |
|        | Polen               | 0    | 1      | 0     | 1      |
| 10     | Litouwen            | 0    | 0      | 1     | 1      |
| Totaal | Totaal              | 6    | 6      | 6     | 18     |